# Šimon Plachý z Třebnice (mladší)
Šimon Plachý z Třebnice (po r. 1586[zdroj?] Horšovský Týn či Plzeň? – 31. ledna 1611 České Budějovice) byl městský písař v Českých Budějovicích.

## Život
Pocházel z významné měšťanské rodiny původem z Horšovského Týna, povýšené roku 1567 do vladyckého stavu. Jeho stejnojmenný otec byl kronikářem a členem městské rady v Plzni. Po ukončení univerzitních studií se oženil s Marií Annou Hirschovou, dcerou českobudějovického měšťana. Od roku 1604 dělal v Českých Budějovicích městského písaře. Dne 31. ledna 1611 do Českých Budějovic, dnes již zbořenou Pražskou bránou, lstí vniklo vojsko pasovského biskupa Leopolda Pasovského a Šimon Plachý byl přitom výstřelem z muškety zabit.
Jeho syn, jezuita Jiří Plachý, někdy též Jiří Ostermann Plachý, (asi 1606—1664) byl v roce 1648 obráncem Prahy proti Švédům.

## Připomenutí památky Šimona Plachého
Na nároží domu Krajinská č. 212/43 (Taxbergerův dům), směrem k parku, je osazena pamětní deska s erbem Plachých z Třebnice (bílo-červeně půlený volek) a s latinským nápisem, který v překladu znamená: „Simeon Plachý z Třebnice / muž slavného původu a výtečného vzdělání / někdejší zdejší občan a soudní písař / byl za náhlého vpádu pasovských vojsk do tohoto města / na tomto místě nevinně zavražděn. / Nechť jeho duše žije v Bohu.“ Pamětní desku nechala pořídit Plachého žena. Deska byla původně osazena na dnes již zrušené Pražské bráně. V roce 1995 byla obnovena na nynějším místě.
Od roku 1875 je v Českých Budějovicích po něm pojmenována Plachého ulice.